# En la aldea
En la aldea, H. 52, est une œuvre pour piano à quatre mains d'Enrique Granados, composée à Paris en 1888 et une des rares œuvres du compositeur pour ce format. Granados a réalisé de nombreux concerts d'œuvres pour deux pianos et aussi pour piano à quatre mains avec Édouard Risler, Joaquín Malats et d'autres pianistes, et il est surprenant qu'il n'ait pas composé plus œuvres pour ces deux formats,.
Il s'agit d'une composition de longue durée, ce qui constitue une exception parmi les œuvres de jeunesse du maître. En la aldea est la plus longue des compositions comprises au sein de l'Álbum de Melodías écrit pendant le séjour de Granados à Paris en 1888. 
Granados et Albéniz étaient ensemble à Paris à ce moment-là, et les deux jeunes musiciens se retrouvaient souvent pour assister à des rencontres musicales et sociales. Albéniz a composé une œuvre pour piano seul intitulée Fiesta de aldea autour du même thème qu'En la aldea. On suppose que les deux jeunes compositeurs se sont alors imposé la tâche de composer une œuvre inspirée d'une visite à un village à la campagne.

## Mouvements
En la aldea est divisé en deux parties.
- Première partie :

1. Salida del sol
2. Maitines
3. El cortejo (marche nuptiale)
4. La oración
5. Regreso (marche nuptiale)
6. Canto recitado (récitatif)

- Deuxième partie :

1. La siesta
2. Danza pastoril
3. Final